# 스웨일

스웨일의 위치

스웨일(영어: Swale)은 잉글랜드 켄트주에 위치한 비도시 자치구로 중심 도시는 시팅본이며 인구는 140,836명(2014년 기준), 면적은 373.4km2이다.